# Peter Viitanen
Peter Rainer Zakarias Viitanen, född 21 februari 1980 i Stockholm, är en svensk skådespelare. Han debuterade som tolvåring i filmen Kådisbellan och har sedan dess medverkat i flera teaterföreställningar, TV- och filmproduktioner. År 2018 tilldelades han Filmpublicisternas pris "En särskild blick" för rollen som Kenneth Gärdestad i filmen Ted – För kärlekens skull. Den 7 september 2024 gifte Viitanen sig med Sofia Studencki.

## Filmografi (i urval)
- 1993 – Kådisbellan
- 1994 – Sixten
- 1995 – Majken (TV-serie)
- 1996 – Kloak (TV-serie)
- 1996 – Pin up
- 1996 – Skuggornas hus (TV-serie)
- 1998 – Längtans blåa blomma (TV-serie)
- 1998 – Pip-Larssons (TV-serie)
- 2000 – En klass för sig (TV-serie)
- 2000 – Judith (TV-serie)
- 2000 – Hotel Seger (TV-serie)
- 2002 – Skattkammarplaneten
- 2002 – Skeppsholmen (TV-serie)
- 2004 – Fröken Sverige
- 2004 – Lokalreportern (TV-serie)
- 2004 – Orka! Orka! (TV-serie)
- 2005 – Kocken
- 2005 – Vinnare och förlorare
- 2005 – Lovisa och Carl Michael (TV-serie)
- 2006 – Tusenbröder – Återkomsten
- 2006 – Mästerverket (TV-serie)
- 2007 – Leende guldbruna ögon (TV-serie)
- 2008 – Oskyldigt dömd (TV-serie)
- 2009 – 183 dagar (TV-serie)
- 2009 – Wallander – Skytten
- 2010 – Bröderna Jaukka
- 2012–2014 – Äkta människor (TV-serie)
- 2013 – Mördaren ljuger inte ensam
- 2013 – Welcome to Sweden (TV-serie)
- 2014 – Bastuklubben (TV-serie)
- 2014 – Torpederna (TV-serie)
- 2015 – Tjuvheder
- 2015 – Arne Dahl: Mörkertal (TV-serie)
- 2017 – The Square
- 2017 – Veni Vidi Vici (TV-serie)
- 2018 – Ted – För kärlekens skull
- 2018 – Sthlm Rekviem (TV-serie)
- 2019 – Vår tid är nu (TV-serie)
- 2019 – Miniräknarna (TV-serie)
- 2020 – Lasse-Majas detektivbyrå – Tågrånarens hemlighet
- 2020 – Den längsta dagen
- 2021 – Vitt skräp
- 2021 – Den osannolika mördaren (TV-serie)
- 2022 – Clark (TV-serie)
- 2022 – Försvunna människor (TV-serie)
- 2023 – Top Dog (TV-serie)[2]
- 2024 – Ronja Rövardotter (TV-serie)
- 2025 – Morden i Sandhamn (TV-serie)[3]

## Teater

### Roller (ej komplett)
| År   | Roll                | Produktion                                                                      | Regi                 | Teater                   |
| ---- | ------------------- | ------------------------------------------------------------------------------- | -------------------- | ------------------------ |
| 2001 | Kurt                | Eldansikte (Feuergesicht) Marius von Mayenburg                                  | Linus Tunström       | Stockholms Stadsteater   |
| 2002 | Rainer              | Köket (The Kitchen) Arnold Wesker                                               | Linus Tunström       | Göteborg Stadsteater     |
| 2003 | Brodern             | Besök (Besøk) Jon Fosse                                                         | Ragnar Lyth          | Göteborg Stadsteater     |
| 2005 | Filip               | Flyktbilen Anders Duus                                                          | Agneta Ehrensvärd    | Dramaten                 |
| 2006 | Danceny             | Farliga Förbindelser (Les Liaisons dangereuses) Christopher Hampton             | Linus Tunström       | Stockholms Stadsteater   |
| 2006 | Hamlet              | I skuggan av Hamlet Irena Kraus                                                 | Agneta Ehrensvärd    | Dramaten                 |
| 2006 |                     | Cleansed Sarah Kane                                                             | Kjersti Horn         | Dramatiska institutet    |
| 2008 | Prins Erik Reginald | Tre kronor August Strindberg                                                    | Åsa Kalmér           | Dramaten                 |
| 2008 | Patrik              | Löjtnanten från inishmore (The Lieutenant of Inishmore) Martin McDonagh         | Pontus Stenshäll     | Uppsala stadsteater      |
| 2010 | Vronskij            | Anna Karenina Lev Tolstoj                                                       | Linus Tunström       | Uppsala stadsteater      |
| 2011 | Prins Filip         | Yvonne (Iwona, księżniczka Burgunda) Witold Gombrowicz                          | Mattias Andersson    | Backa Teater, Göteborg   |
| 2012 | Alexander Ekdahl    | Fanny och Alexander Ingmar Bergman                                              | Linus Tunström       | Uppsala stadsteater      |
| 2013 | Laertes             | Hamlet William Shakespeare                                                      | Linus Tunström       | Uppsala stadsteater      |
| 2014 | Pojken              | I lodjurets timma P.O. Enquist                                                  | Kia Berglund         | Teater Giljotin          |
| 2015 | Rotwang m.fl.       | Metropolis Thea von Harbou                                                      | Malin Stenberg       | Kulturhuset Stadsteatern |
| 2015 | Tyrone              | En uppstoppad hund Staffan Göthe                                                | Olof Hansson         | Stockholms Stadsteater   |
| 2017 | Henning             | Våra drömmars stad Per Anders Fogelström                                        | Linus Tunström       | Kulturhuset Stadsteatern |
| 2018 |                     | Snubben lättar på sitt hjärta Åsa Lindholm/ Farzin Fatih                        | Affe Ashkar          | Kulturhuset Stadsteatern |
| 2019 | Sami                | Äkta känner äkta Alexander Salzberger                                           | Olof Hanson          | Kulturhuset Stadsteatern |
| 2020 | Marko m.fl          | Irakisk Kristus (رواية المسيح العراقي, Riwayat almasih aleiraqii) Hassan Blasim | Natalie Ringler      | Teater Galeasen          |
| 2024 | Bror 1              | Son och far Alexander Salzberger                                                | Alexander Salzberger | Dramaten                 |
| 2025 | Sonen               | Pelikanen August Strindberg                                                     | Emil Graffman        | Dramaten                 |

## Priser och utmärkelser
2017 - Carl Åkermarks stipendium
2018 - En särskild blick (Filmpublicisternas förening) för rollen som Kenneth Gärdestad 